# Benthésicymé
Dans la mythologie grecque, Benthésicymé (en grec ancien Βενθεσικύμη / Benthesikýmē) est une fille de Poséidon et d'Amphitrite. À la demande de son père, elle élève Eumolpos, fils de Poséidon et de Chioné. Elle est mariée avec Endios.

## Étymologie
Son nom, Benthésicymé (en grec ancien Βενθεσικύμη / Benthesikýmē), dérive de βένθος / bénthos signifiant « profondeur [de la mer] » et de κῦμα / kŷma, « l'onde ».

## Mythe
Chioné, fille de Borée, coucha un jour avec Poséidon. À l'insu de son père, elle mit au monde Eumolpos et, pour ne pas être découverte, jeta le nouveau-né dans les profondeurs de l'océan. Mais Poséidon le recueillit, le mena en Éthiopie et confia son éducation à Benthésicymé, une fille qu'il avait eu d'Amphitrite. Eumolpos ayant grandi, Endios, le mari de Benthésicymé, lui donna en mariage une de leurs filles mais Eumolpos chercha à violer aussi la sœur de sa femme, et pour cette raison il fut exilé.

## Source
- Pseudo-Apollodore, Bibliothèque [détail des éditions] [lire en ligne] (III, 15, 4)